# Naturschutzgebiet Oberes Lüttmecketal
Das Naturschutzgebiet Oberes Lüttmecketal mit einer Größe von 10 ha lag direkt an der nördlichen Stadtgrenze von Meschede im Naturpark Arnsberger Wald. Das Gebiet wurde 1994 mit dem Landschaftsplan Meschede durch den Hochsauerlandkreis als Naturschutzgebiet (NSG) ausgewiesen. Bei der Neuaufstellung des Landschaftsplanes Meschede wurde das NSG dann Teil vom neuen Naturschutzgebiet Arnsberger Wald (Meschede).  Im Nordwesten grenzte die Stadt Arnsberg und im Nordosten die Stadt Warstein im Kreis Soest an. Durch die Landstraße 735 von Oeventrop nach Hirschberg war das Naturschutzgebiet in zwei Teilstücke zerschnitten, wobei zwei Drittel des Naturschutzgebiets nördlich der L 735 lag.

## Gebietsbeschreibung
Beim Naturschutzgebiet Oberes Lüttmecketal handelt es sich um ein Waldgebiet, vorwiegend mit Roterlen, und die Quellregion der Lüttmecke. Die artenreiche Kraut- und Moosvegetation hat einen Deckungsgrad von 100 %. Im Naturschutzgebiet kommen seltene Pflanzenarten vor. Das NSG-Gebiet wurde 1994 als weitgehend naturnahe Quellregion von regionaler Bedeutung eingestuft.

## Schutzzweck
Wie alle Naturschutzgebieten im Landschaftsplangebiet wurde das NSG „zur Erhaltung von Lebensgemeinschaften oder Lebensstätten bestimmter wildlebender Pflanzen und wildlebender Tierarten, aus wissenschaftlichen, naturgeschichtlichen, landeskundlichen oder erdgeschichtlichen Gründen oder wegen der Seltenheit, besonderen Eigenart oder hervorragenden Schönheit einer Fläche oder eines Landschaftsbestandteils“ als NSG ausgewiesen.
Zum Schutzzweck speziell des NSG führt der Landschaftsplan, neben den normalen Schutzzwecken für alle NSG im Landschaftsplangebiet, auf: „Schutz und Erhaltung eines regional bedeutsamen Biotopkomplexes aus Feucht- und Bruchwäldern, Nass- und Feuchtwiesen sowie aus Quellen; hohe strukturelle Vielfalt; Rote-Liste-Pflanzenarten; wertvoll für Amphibien; fällt unter § 20 c BNatSchG.“